# Zastava Zimbabvea
Zastava Zimbabvea usvojena je 18. travnja 1980.
Bijeli trokut s pticom simbol je povijesti ove zemlje, jer je ta ptica nađena u iskopinama. Crvena zvijezda simbolizira borbu za oslobođenje i mir.
Zelena predstavlja ruralne dijelove, žuta mineralna bogatstva, crvena krv prolivenu u borbi za neovisnost, crna nasljeđe autohtonih Afrikanaca, a bijela mir.